# Enno Bunger

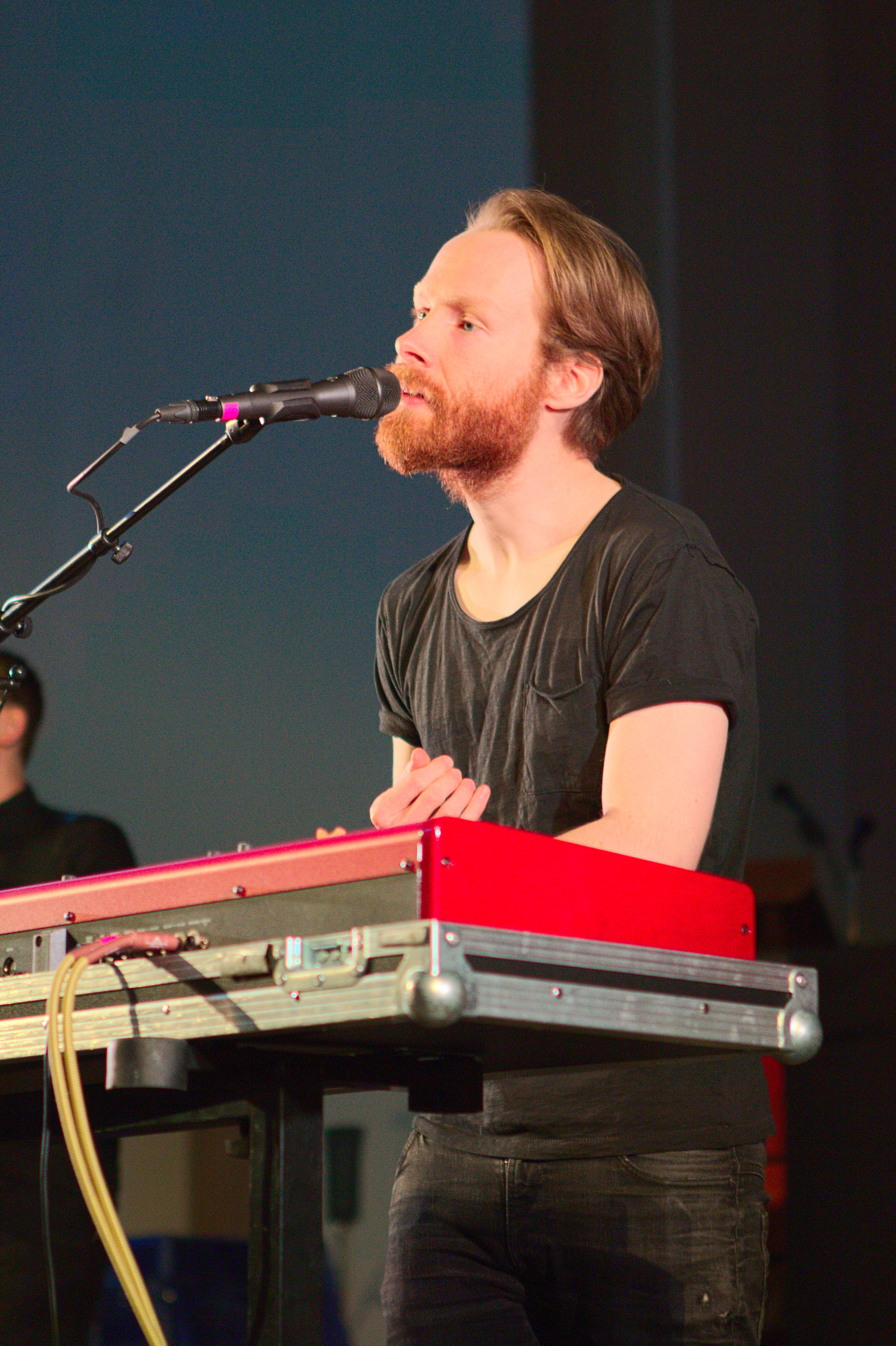
Enno Bunger, 2015

Enno Bunger (* 27. November 1986 in Leer (Ostfriesland)) ist ein deutschsprachiger Singer/Songwriter, Sänger, Pianist, Komponist und Produzent. Charakteristisches Merkmal seiner Lieder sind melancholische Texte, musikalisch zeichnen sie sich durch eine Mixtur aus Indie, Pop, Folk, Electronica und Rap aus. Der Sound wird durch das Klavier maßgeblich geprägt. Seine Konzerte zeichnen sich auch durch ironische und kabarettistische Einlagen aus.

## Geschichte
Ursprünglich als Barpianist und Organist arbeitend, begann Bunger nach seinem Abitur 2006 damit, deutschsprachige Lieder zu schreiben. 2007 wurde aus dem Soloprojekt des Singer/Songwriters und Pianisten mit Bernd Frikke als Bassist und Nils Dietrich am Schlagzeug ein festes Trio.
Bunger spielte bis heute mehr als 450 Konzerte in Deutschland, Österreich, der Schweiz und den Niederlanden und eröffnete dabei unter anderem für Jamie Cullum, Travis und Gisbert zu Knyphausen. Ende 2008 wurde die Plattenfirma PIAS Germany auf Bunger aufmerksam. Ein halbes Jahr später befand sich die Band im Mohrmann-Studio in Bochum, um gemeinsam mit Produzent Oliver Zülch (u. a. Die Ärzte, Sportfreunde Stiller, The Notwist) das erste Album zu produzieren.
Veröffentlicht wurde Ein bisschen mehr Herz am 19. Februar 2010 in Deutschland, Österreich und der Schweiz. Das Debütalbum wurde in vielen wichtigen Musikmagazinen positiv bewertet. Die Radiosender NDR2, N-Joy, Bremen4, Eins Live, MDR Sputnik, Radio Fritz oder auch FM4 Österreich spielten die Singleauskopplungen Herzschlag, Hier & Jetzt und Ein bisschen mehr Herz. Einer der Höhepunkte war die Einladung in die ARD-Late-Night-Sendung „Inas Nacht“ von Ina Müller, in der Bunger das Lied Pass auf Dich auf spielten.
Am 9. März 2012 erschien das Konzeptalbum mit dem Namen Wir sind vorbei, digital und als CD via PIAS Germany. Das unter anderem von Franz Schuberts Winterreise beeinflusste Werk enthält zehn autobiografisch geprägte Stücke, in denen das Ende einer langjährigen Beziehung verarbeitet wurde. Aufgenommen wurde es im Radio-Buellebrueck-Studio mit Produzent Tobias Siebert. Neben der gewohnten Instrumentierung durch Klavier, Bass und Schlagzeug fanden auch Posaunen, Hörner, Hackbrett, Fahrradspeiche, Harmonium, Rhodes und ein 18-köpfiger Kammerchor den Weg auf das Album. Als Gesangsgast für das achte Lied des Albums, Ich möchte noch bleiben, die Nacht ist noch jung, wurde Alin Coen eingeladen.
Kurz vor der Albumveröffentlichung wurde das Trio zu TV Noir/ZDF.kultur eingeladen. Die Videos des Auftrittes konnten auf YouTube mehr als zwei Millionen Aufrufe verzeichnen. Regen wurde in einer Umfrage auf der Facebookseite des Formats zum beliebtesten Song gewählt und landete als Eröffnungstrack auf der Compilation 5 Jahre TV Noir.
Im März 2013 fand die letzte Tour der Gründungsformation statt. Seit April 2013 steht hinter dem Namen „Enno Bunger“ wieder ein Soloprojekt. Die Konzerte werden in unterschiedlicher Besetzung gespielt, zumeist jedoch weiterhin mit Schlagzeuger Nils Dietrich und einer neuen Band namens Woods of Birnam, bestehend aus Schauspieler Christian Friedel und Mitgliedern der Band Polarkreis 18.
Am 8. Oktober 2015 erschien das dritte Album Flüssiges Glück als CD, Vinyl und digital über PIAS Germany. Das Album stieg auf Platz 62 der Albumcharts ein. Es ist das erste Album seit der Bandauflösung. Neben der schon bekannten Mixtur aus Indie, Folk und Singer/Songwriter experimentierte Bunger für dieses Album erstmals mit Electronica, Trap, Post-Trance und Rap; letzteres zu hören in seinem ersten politischen und gesellschaftskritischen Song Wo bleiben die Beschwerden, der sich unter anderem mit dem NSU, Rassismus und rechter Gewalt auseinandersetzt. Der Song wurde 2016 für den Hamburger Musikpreis HANS als Song des Jahres nominiert.
Am 25. Juli 2019 erschien Bungers viertes Album Was berührt, das bleibt. Die gleichnamige, über 20 Konzerte umfassende Tour startete im November 2019 und wurde 2020 fortgesetzt.
Während der Covid-19-Pandemie spielte Bunger öffentliche Onlinekonzerte auf Twitch und Instagram. Im Januar 2021 veröffentlichte er mit einem befreundeten Programmierer Micdrops, eine Software für Videokonferenzen mit besserer Audioqualität, über die er mehr als 200 Onlinekonzerte spielte.
Im Februar 2021 wurde Bunger in der Kategorie „Text Chanson/Lied“ für den Deutschen Musikautor*innenpreis der GEMA nominiert.
Am 19. Januar 2024 erschien Bungers fünftes Album Der beste Verlierer als CD, Vinyl und digital auf seinem eigenen neu gegründeten Label ennorm records via PIAS Germany. Laut eigenen Aussagen waren musikalische Vorbilder unter anderem Bruce Springsteen, The National, die frühen Killers, „einige Wave-Pop-Größen der 80er“ sowie Soundtracks von Stranger Things, Drive und Blade Runner. Inhaltlich ist es geprägt von „den aktuellen multiplen Krisen der Welt, Klimawandel, Konsumzwang, sozialer Kälte, Depressionen, Suizidgedanken, Kriegsangst und der Herausforderung, bei all dem ein aufrechter Mensch zu bleiben“, vom konstruktiven Umgang mit Niederschlägen. Es ist das erste Album, mit dem er eine Platzierung in den Top 10 der Albumcharts erzielen konnte.

## Diskografie
- 2008: Mit großen Schritten (limitierte EP / Eigenvertrieb)
- 2009: Herzschlag (Single-EP / PIAS Germany)
- 2010: Ein bisschen mehr Herz (Album – CD, Digital & Vinyl / PIAS Germany)
- 2010: Hier & Jetzt (Single digital / PIAS Germany)
- 2012: Wir sind vorbei (Album – CD, Digital & Vinyl / PIAS Germany)
- 2015: Flüssiges Glück (Album – CD, Digital & Vinyl / PIAS Germany)
- 2019: Was berührt, das bleibt (Album – CD, Digital & Vinyl / Columbia Records)[16]
- 2024: Der beste Verlierer (Album – CD, Digital & Vinyl / PIAS Germany/Ennorm Records)

## Weitere Veröffentlichungen
- 2012: 40 Hamburger Küchensessions: CD 2, Track 8: Ich möchte noch bleiben, die Nacht ist noch jung (live, solo) (Hanseklang)
- 2013: Es war einmal und wenn sie nicht – Songwriter lesen Grimm: Der Wolf und der Fuchs (Fressmann Schallplattenfirma)
- 2013: 5 Jahre TV Noir: CD 1, Track 1: Regen (live bei TV Noir) (Rent A Record/Edel)

## Coverversionen
Auf dem Debütalbum der Band Gloria von Mark Tavassol und Moderator Klaas Heufer-Umlauf befindet sich ein Cover von Regen. Der Tagesspiegel schreibt dazu: „Zu den Höhepunkten des Albums gehört das hymnische, rasch süchtigmachende ‚Regen‘.“ (…) „Wenn man die Augen zumacht, klingt der Regen wie Applaus“, heißt es darin immer wieder. „Das Stück ist ein Cover der norddeutschen Indie-Popband Enno Bunger, die seit mittlerweile sieben Jahren Famoses abliefert, aber ungerechterweise von der Öffentlichkeit praktisch nicht beachtet wird. Das ist eben der immense Vorteil, wenn der Musiker einer bekannten Band und ein noch viel prominenterer Fernsehmensch gemeinsam Musik machen: Sie brauchen nicht fürchten, gar nicht gehört zu werden. Einen Schuss haben sie frei, sagt Tavassol.“

## Kritiken
Musikexpress/Ausgabe April 2012 (4,5 Sterne):
„(...) Trotzdem ist dieses Album sehr viel weniger rührselig als das zwei Jahre alte Debüt, sehr viel weniger belanglos und eben sehr viel besser. Auch weil Bungers Klavier nicht mehr vor sich hin träumt, sondern einen stakkatohaften, ungeduldigen, mitunter auch von einem elektronischen Flattern unterlegten Rhythmus vorgibt, der bisweilen einen solch mitreißenden Groove entwickelt, dass er sogar an die großartigen Kollegen von Kante erinnert.“ Thomas Winkler / Musikexpress
GetAddicted.org/Oliver Uschmann:
„‚Wir sind vorbei‘ ist ein Konzeptalbum, und dazu ein richtig gutes. Die Atmosphäre ist dichter und wärmer als ein Pulli aus Angorawolle und jeder, der im Leben ähnliches durchgemacht hat, wird diese Lieder dafür hassen, wie sehr er sie liebt. So breit, so instrumental üppig, so kompromisslos komplett inszenieren wenige junge Männer ihr Thema. Eine Rolle mag dabei Enno Bungers Brotberuf als Kirchenorganist spielen. Und die Freiheit, die es ihm als Künstler gibt, einen Brotberuf ohne Hitpflicht zu haben. (...) So abwechslungsreich und einnehmend hat selten jemand das Ende einer Beziehung vertont.“

## Trivia
Im Juni 2014 war Bunger als persönlicher Barpianist der Gruppe Limp Bizkit tätig.